# Al-Bernameg Al-Orobi
 (mars 2011).
Al-Bernameg Al-Orobi  ou Programme européen est une station de radio d'État égyptienne appartenant à l'Union de la radio et de la télévision égyptienne. Elle fut créée en 1934. Il s'agit d'une station destinée aux personnes non arabophones, égyptiennes ou non, se trouvant au sein du territoire égyptien. Elle est diffusée en FM dans plusieurs régions du pays, comme Le Caire (95.4), Alexandrie (94.3), Suez (91.2), Port Saïd (98) ou encore Louxor(96.3).